# Pile ou Face (film, 1932)
Pour les articles homonymes, voir Pile ou face (homonymie).
Pour plus de détails, voir Fiche technique et Distribution.
Pile ou Face (Das Mädel vom Montparnasse) est un film germano-français réalisé par Hanns Schwarz, sorti en 1932,.

## Synopsis
Un jeune comte décide de vivre avec sa petite amie sans le sou et le duo gagne de l'argent en chantant et jouant au piano. Plus tard, le père du garçon essaie de le faire marier à autre femme.

## Fiche technique
- Titre original : Das Mädel vom Montparnasse
- Titre français : Pile ou Face
- Réalisation : Hanns Schwarz
- Scénario : Franz Schulz d'après la pièce de Louis Verneuil
- Photographie : Werner Brandes (en)
- Montage : Herbert B. Fredersdorf (en)
- Musique : Franz Waxman
- Pays de production : République de Weimar - France
- Format : Noir et blanc - 1,37:1 - Mono
- Genre : comédie
- Durée : 86 minutes
- Date de sortie : 1932

## Distribution
- Ehmi Bessel (de) : Nicolette
- Alfred Abel : Graf Laboudèle
- Fritz Schulz (en) : André Laboudèle
- Julius Falkenstein : Fanfarel
- Jakob Tiedtke : Herr Ravin
- Erika Glässner (en) : Frau Ravin
- Harry Berber : Gaston
- Gerhard Dammann (en) : Brun